# Li-Fi
Li-Fi（ライファイ）はLEDを使用した光無線通信技術の一種である。ハラルド・ハースが最初に提案した。

## 技術の詳細
この光無線通信技術は、発光ダイオード（LED）からの光を媒体として使用して、Wi-Fiと同様にネットワーク化されたモバイル高速通信を実現している。Li-Fi市場は2013年から2018年にかけて82％の年平均成長率を持ち、2018年には年間60億ドル以上の価値があると予測されている。
可視光通信（VLC）はLEDへの電流を人間の目では速すぎてわからないほどの速さでオン/オフすることで動作する。Li-Fiはデータを送信するためにオンにしなければならないが、データを運ぶのに十分な光を放出しながら人間の視界下まで薄くすることができる。光波は、Wi-Fiと比較して安全だが、壁などを貫通できない。 Li-Fi通信において、光源から直線的でなくても問題ない。壁に反射した光でも70Mbpsで通信可能である。
Li-Fiは、電波障害を引き起こすことなく、旅客機の機内、病院および原子力発電所などの電子機器の使用に注意が必要な場所で使用可能であるという利点を有する。Wi-FiおよびLi-Fiの両方を介してデータを送信する電磁スペクトルではLi-Fiは、可視光を使用してデータを送受信する。米国連邦通信委員会（FCC）は、Wi-Fiの潜在的なスペクトルの容量について警告しているが、Li-Fiは容量に制限がほとんどない。可視光スペクトルは高周波スペクトルの10,000倍である。ブロードバンドは2013年に一般的な速さである224ギガビット/秒よりもはるかに高速であると発表した。Li-FiはWi-Fiよりも10倍安くなると予想されている。 欠点は短距離までしか届かないこと、信頼性が低いこと、設置コストが高いことである。
PureLiFi は2014年にバルセロナで行われたモバイルワールドコングレスで初めてのLi-Fiシステムである「Li-1st」を初めてデモンストレーションした。
Bg-Fiはモバイルデバイス向けのアプリケーションと、 マイクロコントローラー、カラーセンサー、組み込みソフトウェアなどを備えたIoTデバイスなどで構成されるLi-Fiシステムである。モバイルデバイスディスプレイからの光は、デジタル情報の中への光として変換するコンシューマ製品のカラーセンサーと通信する。発光ダイオードはコンシューマ製品とモバイルデバイスとの通信を可能にする。

## 歴史
2011年にハラルド・ハーズが「あらゆる光からの無線データ」という考えを紹介したTED・グローバル・トークにて『Li-Fi』という専門用語を作った。彼はエディンバラ大学のモバイルコミュニケーションズの会長であり、『pureLiFi』の共同設立者でもあった。
可視光通信 (VLC)の歴史は1880年代まで遡り、情報を伝送する電磁波スペクトルの可視光部分の使用を含む。エディンバラのデジタルコミュニケーション研究所のD-Lightプロジェクトは、2010年1月から2012年1月まで資金提供を受けていた。ハーズはこの技術を2011年のTEDで推進し、市場に参入するための企業を設立した。PureLiFi(旧・pureVLC)は、既存のLEDライトシステムを統合したLi-Fi製品を販売するために作られたOEMの企業である。Oledcommは、サクレー大学のスーツ・トップス教授によって設立されたフランスの企業である。
2011年10月に、企業や業界の団体は高速光通信システムの推進と、電磁波スペクトルのまったく異なる点を利用して無線主体の無線スペクトルの限界容量を克服するために、Li-Fiコンソーシアムを結成した。
多くの企業がIEEE 802.15.7r1標準化委員会で定義されているLi-Fiの専門用語ではない単方向VLC製品を提供している。
VLC技術は2012年にLi-Fiを使用して示された。2013年8月までに、単色LED以上である1.6Gbit/秒以上のデータレートで実証した。2013年9月に、視線条件を必要としないLi-Fi(一般的にはVLCシステム)のプレリリースを発表した。同年10月に中国の企業がLi-Fiの開発キットを開発していたことが報告された。
2014年4月に、ロシアのStins Coman社が『BeamCaster』と呼ばれる無線ローカルネットワークの開発を発表した。『BeamCaster』の現在のデータ転送速度は1.25GB/秒であるが、将来的に5GB/秒まで速度を上げることが予想される。2014年にはメキシコの企業であるSisoftによってLEDランプによって放射される光スペクトルによって10GB/秒の速度でデータを転送するという新記録を確立した。
最近のLi-Fiシステム用集積CMOS光受信器は、低感度のアバランシェフォトダイオード(APDs)によって実現されている。 2015年7月に、IEEEはエネルギー使用効率を高め、受信機をより過敏にするためにシングルフォトンアバランシェダイオードとしてAPDをガイガー＝ミュラー計数管で運用した。 また、この操作は、レシーバが遠距離からの弱い信号でも検出できるようにする量子限界の感度として実行が可能である。

## 規格
Wi-Fiと同様に、Li-FiもIEEE 802.11規格を使用した無線であるが、紫外線・赤外線・可視光を使用する。
VLCの一部分は、IEEE 802によって確立された通信プロトコルに従って作られている。しかし、光通信技術の分野での直交周波数分割多重方式(O-OFDM)の導入などの最新の技術開発では、IEEE 802.15規格で考慮されていないデーターレート、マルチアクセス、エネルギー効率の点で最適化されているため、IEEE 802.15は古くなっている。このO-ODFMの導入は光無線通信の標準化への新たな前進が必要であることを意味する。
にも関わらず、IEEE 802.15.7規格は物理層(PHY)と媒体アクセス制御層(MAC)を規定している。この規格はオーディオ、ビデオ、マルチメディアサービスを転送するために十分なデータレートの提供が可能である。これは光伝送の移動性や、インフラストラクチャ内に存在する人口照射処理との互換性、照射処理による影響も考慮している。媒体アクセス制御層はTCP/IPプロトコルのように他の層との接続の使用を許可している。
この規格では、異なるこれら3つのPHYで定義している。
- PHY 1：屋外使用向けに設立され、11.67Kbit/秒から267.6Kbit/秒まで動作する。
- PHY 2：データレートが1.25Mbit/秒から96Mbit/秒まで到達することを可能にする。
- PHY 3：カラーシフトシーイング(CSK)と呼ばれる特殊な変調方式を使用し、多くのソースに使用されている。PHY 3は12Mbit/秒から96Mbit/秒まで提供が可能である[32]。

PHY 1とPHY 2で認識される変調形式はオンオフ変調(OOK)とパルス位置変調(VPPM)である。マンチェスタ符号はOOKシンボル「01」とロジック0、OOKシンボル「10」とロジック1、DCコンポーネントと全てで表し、転送されたデータの内部時間も含めたPHY 1層とPHY 2層のために使用される。DCコンポーネントは拡張されたロジックが0の場合、通信切断を回避する。
最初のVLCスマートフォン初期型は2014年1月7日から1月10日までラスベガスで開かれたコンシューマー・エレクトロニクス・ショーで初めて発表された。このスマートフォンは光波を使用可能なエネルギーに変換する技術であるSunPartnerの「Wysips CONNECT」を使用し、バッテリーを使用せず信号を受信して解読することが可能である。透明な薄いクリスタルガラスを時計やスマートフォンなどの小さな画面に追加すると、太陽光で動かすことが可能になる。 スマートフォンは、晴天の日に15％のバッテリ寿命を得ることができる。 この技術を使用する最初のスマートフォンは2015年に発表された。この画面では、スマートフォンカメラと同様にVLC信号も受信できる。 スマートフォン1台あたりの画面のコストは2〜3ドルで、ほとんどの新技術よりも安い。
照明会社のフィリップスは店舗での買い物客向けのVLCシステムを開発した。スマートフォンにアプリケーションをダウンロードする必要があるが、スマートフォン店舗内のLEDで動作する。LEDは店内のどこにいるか特定ができ、客が今いる通路と何を探しているのかに準拠してクーポンなどを与えることができる。

## 家庭と建設自動化
将来の家庭や建設自動化は、安全で高速なLi-Fi技術に大きく依存すると考えられている。光線が壁を貫通しないので、ハッキングされ遠隔操作をされる心配がないからである。

## アプリケーション

### 安全面
Wi-Fiで使用されている無線周波数の波とは対照的に、光線は壁やドアを貫通できない。これにより、より安全になり、ネットワークに接続できるアカウントをより簡単に制御できる。窓などの透明の材料が覆っている限り、Li-Fiチャンネルへの接続は室内の機器に限られる。

### 水中でのアプリケーション
ほとんどのROV(遠隔操作型無人探査機)はコマンドを送信するためにケーブルを使用するが、ケーブルの長さによってROVが検出できる範囲が制限される。しかし、光波なら水を貫通できるので、Li-Fiは信号を受信して返信するために車両に実装できる。
理論上、Li-Fiを水中で使用することは可能だが、その有用性は光が水を突き通る距離によって制限される。多くの光は200mより深いところまでは突き通らない。1,000mを越えると、光は突き通らない。

### 病院内
多くの治療法は現在複数の個人が関わっており、Li-Fiシステムは患者の情報に関する通話を伝達するためのよりよいシステムとなっている。高速化のほかに、光波は医療機器や人体にほとんど影響を与えない。

### 車両内
車両は前方や後方のライトを介して通信して、交通安全を高められる。また、街灯や信号機も現在の道路状況に関する情報を提供することが可能になる。

## 商用化
世界中にこの技術を開発している多くの会社がある。
- pureLiFi - ハラルド・ハーズとモスタファ・アフガニが共同設立したエディンバラに本拠地を置いたテクノロジー企業。2016年のモバイルワールドコングレスで世界で初めて『LiFi dongle』を紹介した。また、フランスの企業である『ルシベル』と共同で、世界初の統合ソケットを発売した[45]。
- VLNComm - Li-Fi機能を内蔵したデスク照明とLEDパネルを開発したアメリカの企業。アメリカ合衆国エネルギー省とアメリカ国立科学財団から資金提供を受けている。
- OLEDComm - LiFiの発明者の一人であるスーツ・トップスによって設立されたフランスの企業。屋内測位用の製品と、2Mbpsの双方向モデムを提供し、マスマーケットのLEDで動作させることができる。
- LightPointe - point-to-pointの『ギガビット・イーサネット』(登録商標)として知られているサンディエゴの企業であり、ハイブリッド光無線ブリッジをファイアフライ無線ネットワークによって開発している。
- i2cat - スペインのバルセロナにある企業。位置情報サービスを提供している。
- ByteLight - LEDメーカーのAcuity Brandsに買収された企業。
- 中川研究所 - 日本の企業。
- Velmenni -  エストニアとインドの企業。
- Zero.1 - 通信インフラに都市LED街灯を使用したドバイの企業。[46]
- Axrtek - 部屋間の距離のためにMOMOプロトコルを実装する企業。
- AASA, Inc - インターネット接続、可視光の位置づけ、安全なモバイル通信、IoTを含むカスタマイズされたLiFiソルーションを専門としたアメリカを本拠地としたインテグレーターソリューション。
- クアルコム、ゼネラル・エレクトリック、パナソニック、フィリップス、サムスン電子、オスラム、クリーなど - Li-Fi技術を包蔵している大企業。